# بیونه (کومونه)

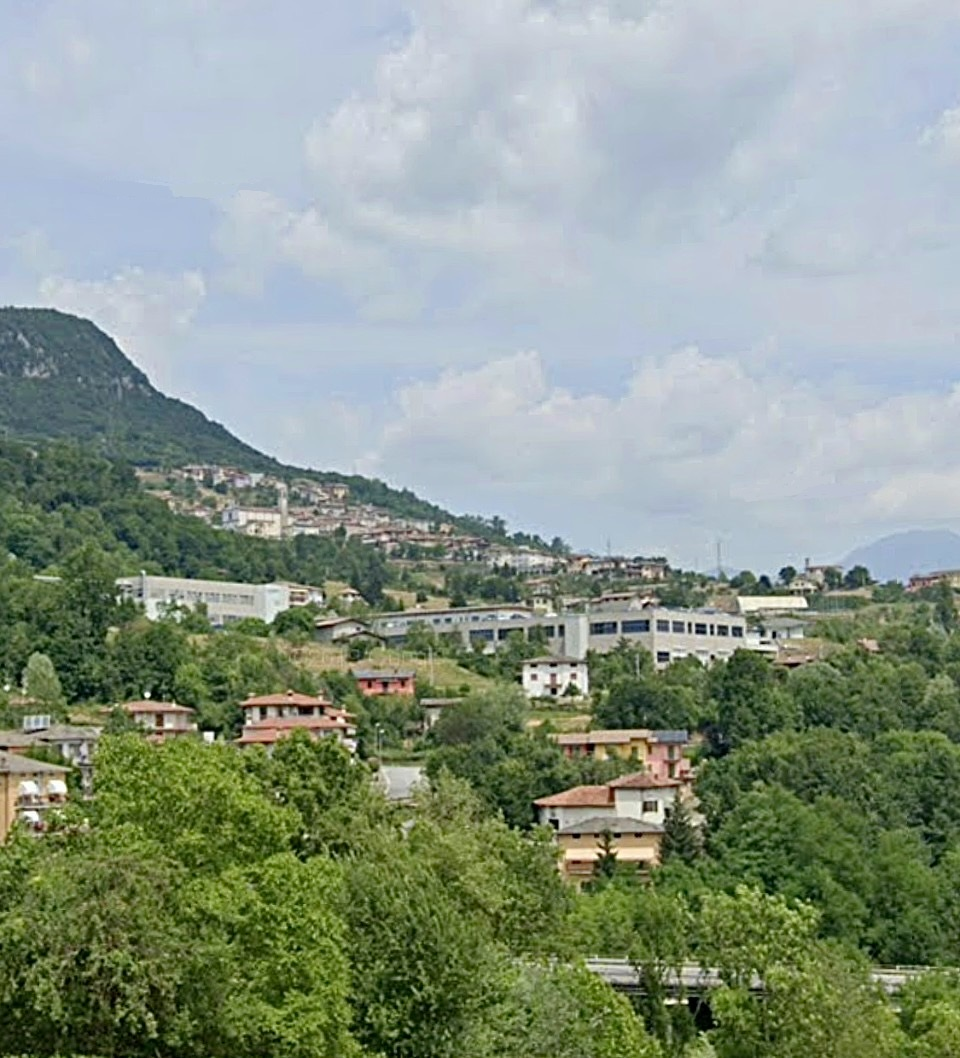
بیونه (کومونه)

بیونه (به ایتالیایی: Bione) یک کومونه در ایتالیا است که در استان برشا واقع شده‌است.

## خصوصیات
بیونه ۱۷ کیلومترمربع مساحت و ۱٬۴۸۳ نفر جمعیت دارد و ۶۰۰ متر بالاتر از سطح دریا واقع شده‌است.